# Alfredo José Espinoza Mateus
Alfredo José Espinoza Mateus (Guayaquil, 22 aprile 1958) è un arcivescovo cattolico ecuadoriano, dal 5 aprile 2019 arcivescovo metropolita di Quito.

## Biografia
Monsignor Alfredo José Espinoza Mateus è nato a Guayaquil il 22 aprile 1958.

### Formazione e ministero sacerdotale
Dopo aver finito il liceo, si è iscritto all'università per studiare medicina, ma dopo due anni ha scoperto la sua vocazione religiosa e per seguirla ha lasciato gli studi universitari.
È entrato nella Società salesiana di San Giovanni Bosco e il 24 gennaio 1979 ha emesso la prima professione. Ha studiato pedagogia, filosofia e teologia all'Istituto superiore salesiano e alla Pontificia Università Cattolica dell'Ecuador dove si è laureato in scienze dell'educazione. Il 16 agosto 1984 ha emesso la professione solenne.
Il 17 dicembre 1988 è stato ordinato presbitero nella sua città natale da monsignor Teodoro Luis Arroyo Robelly, vicario apostolico di Méndez. In seguito è stato amministratore e direttore dei diversi collegi salesiani di Guayaquil, Riobamba e Manta, consigliere ispettoriale dei salesiani in Ecuador, economo ispettoriale, membro della commissione permanente del consiglio nazionale di educazione salesiana, delegato del consiglio ispettoriale presso il consiglio superiore dell'Università Politecnica Salesiana dell'Ecuador e direttore della casa ispettoriale di Quito. Nel 2008 è stato nominato delegato dei salesiani ecuadoriani per la sua ventiseiesima assemblea generale.

### Ministero episcopale
Il 20 dicembre 2013 papa Francesco lo ha nominato vescovo di Loja. Ha ricevuto l'ordinazione episcopale il 18 gennaio successivo nella cattedrale di Loja dall'arcivescovo Giacomo Guido Ottonello, nunzio apostolico in Ecuador, co-consacranti il vescovo emerito di Machala Luis Antonio Sánchez Armijos e il vescovo di Riobamba Julio Parrilla Díaz. Durante la stessa celebrazione ha preso possesso della diocesi. Come motto ha scelto l'espressione "Faciam vos piscatores hominum".
Nel settembre del 2017 ha compiuto la visita ad limina.
Il 5 aprile 2019 lo stesso papa Francesco lo ha nominato arcivescovo metropolita di Quito e primate dell'Ecuador. Ha preso possesso dell'arcidiocesi il 2 maggio successivo con una celebrazione tenutasi nella cattedrale dell'Assunzione di Maria Vergine a Quito. Il 29 giugno il papa gli ha consegnato il pallio, simbolo degli arcivescovi metropoliti, durante una celebrazione svoltasi nella basilica di San Pietro in Vaticano. Il 21 luglio successivo il nunzio apostolico Andrés Carrascosa Coso glielo ha imposto nel corso di una celebrazione tenutasi nella cattedrale dell'Assunzione di Maria Vergine a Quito.
Dall'11 novembre 2020 è vicepresidente della Conferenza episcopale dell'Ecuador. In precedenza è stato membro della commissione episcopale per l'educazione e la cultura e del consiglio governativo delle attività.

## Genealogia episcopale e successione apostolica
La genealogia episcopale è:
- Cardinale Scipione Rebiba
- Cardinale Giulio Antonio Santori
- Cardinale Girolamo Bernerio, O.P.
- Arcivescovo Galeazzo Sanvitale
- Cardinale Ludovico Ludovisi
- Cardinale Luigi Caetani
- Cardinale Ulderico Carpegna
- Cardinale Paluzzo Paluzzi Altieri degli Albertoni
- Papa Benedetto XIII
- Papa Benedetto XIV
- Papa Clemente XIII
- Cardinale Enrico Benedetto Stuart
- Papa Leone XII
- Cardinale Chiarissimo Falconieri Mellini
- Cardinale Camillo Di Pietro
- Cardinale Mieczysław Halka Ledóchowski
- Cardinale Jan Maurycy Paweł Puzyna de Kosielsko
- Arcivescovo Józef Bilczewski
- Arcivescovo Bolesław Twardowski
- Arcivescovo Eugeniusz Baziak
- Papa Giovanni Paolo II
- Arcivescovo Giacomo Guido Ottonello
- Arcivescovo Alfredo José Espinoza Mateus, S.D.B.

La successione apostolica è:
- Vescovo David Israel de la Torre Altamirano, SS.CC. (2019)
- Vescovo Ángel Maximiliano Ordoñez Sigcho (2022)